# 費德布倫嫩-聖尼克勞斯

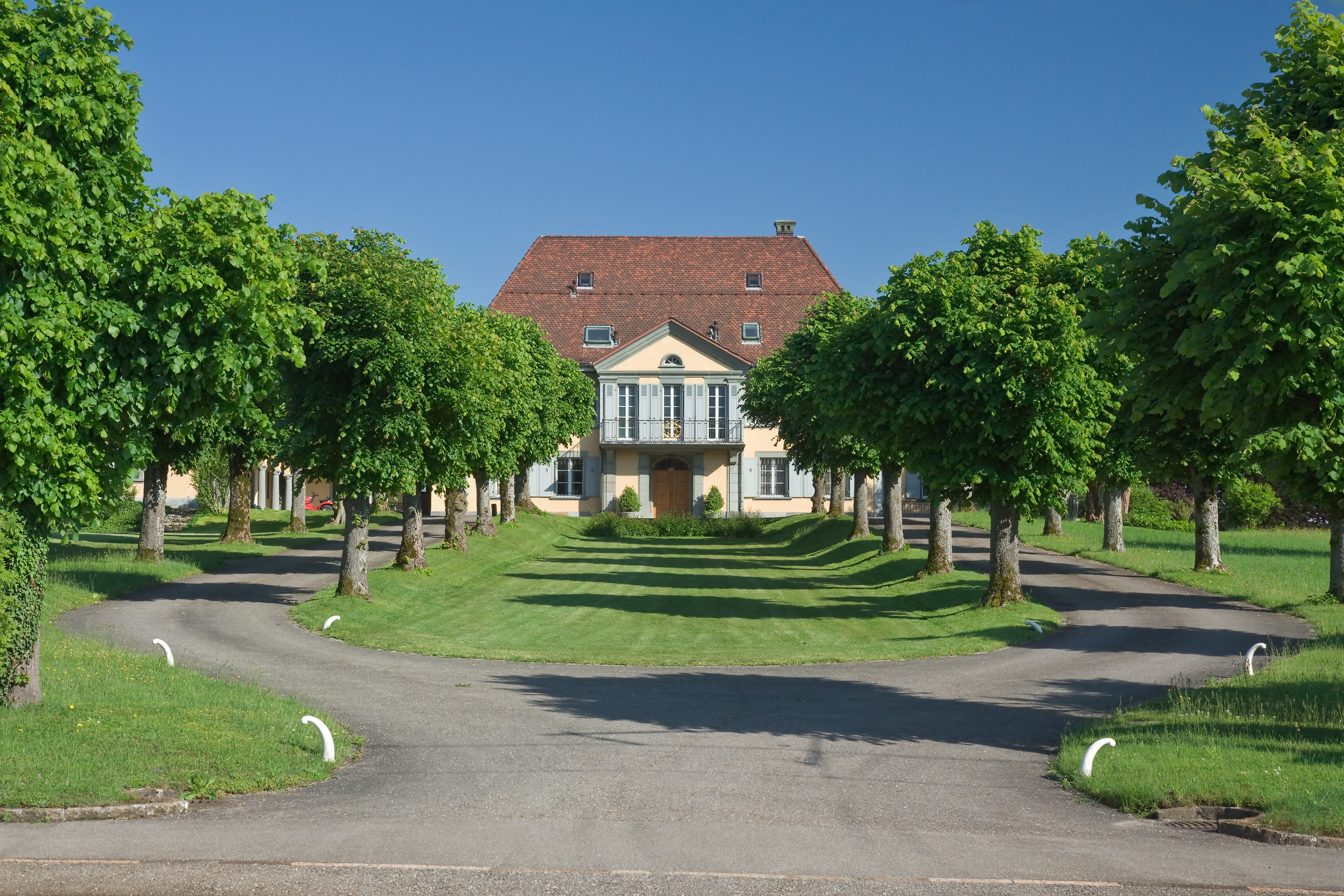

費德布倫嫩-聖尼克勞斯是瑞士的城鎮，位於該國北部，由索洛圖恩州負責管轄，面積2.5平方公里，海拔高度452米，2012年人口925，四成人口信奉羅馬天主教，人口密度每平方公里370人。